# هاينغن
هاينيغن (بالألمانية: Hayingen) هي مدينة وبلدة ألمانية تقع في ألمانيا في بادن-فورتمبيرغ. يقدر عدد سكانها بـ 2,209 نسمة .